# Morti nel 1428
| Questa pagina contiene informazioni ricavate automaticamente dalle voci biografiche con l'ausilio del template Bio e di un bot. L'aggiornamento è periodico e automatico e ricostruisce completamente la pagina. Se manca una persona in questa lista, sei pregato di non aggiungerla, ma accertati piuttosto che la sua voce biografica contenga il template Bio e che i dati anagrafici siano correttamente compilati. Se il template Bio manca, inseriscilo tu stesso o, in alternativa, metti l'avviso {{tmp\|Bio}} che ne segnala la mancanza. Se i dati riportati sono sbagliati, correggi direttamente la voce biografica; le modifiche saranno visibili in questa lista entro pochi giorni. Per chiarimenti vedi il progetto biografie. La lista contiene solo le 29 persone che sono citate nell'enciclopedia e per le quali è stato implementato correttamente il template Bio. Pagina aggiornata al 26 feb 2025. |

- 4 gennaio - Federico I di Sassonia, nobile tedesco (n. 1369)
- 6 gennaio - Ruy López Dávalos, politico e militare spagnolo (n. 1357)
- 19 gennaio - Giovanni degli Uberti, vescovo cattolico italiano
- 3 febbraio - Ashikaga Yoshimochi, militare giapponese (n. 1386)
- 22 febbraio - Giovanni da San Miniato, militare e religioso italiano (n. 1360)
- 20 marzo - Matteuccia da Todi, italiana
- 28 giugno - Lodovico Migliorati, nobile e condottiero italiano
- 21 luglio - Angelo d'Anna de Sommariva, cardinale italiano
- 22 agosto - Guglielmo di Jülich, nobile tedesco (n. 1382)
- 30 agosto - Shōkō, imperatore giapponese (n. 1401)
- 3 novembre - Thomas Montacute, IV conte di Salisbury, militare britannico (n. 1388)
- 4 novembre - Sofia di Baviera, nobile tedesca (n. 1376)
- 6 novembre - Guillaume Fillastre, cardinale francese (n. 1348)
- 6 novembre - Nicola Viviani, vescovo cattolico italiano
- Andrea di Bartolo, pittore italiano
- Prosdocimo de Beldemandis, matematico, astronomo e teorico della musica italiano (n. 1370)
- Fabrizio di Capua, nobile italiano
- Daniele Chinazzo, italiano
- Thomas Erpingham, generale inglese
- Jacopo Gattilusio, politico italiano
- Lan Kham Deng, sovrano laotiano (n. 1387)
- Pietro Marcello, vescovo cattolico e umanista italiano
- Masaccio, pittore italiano (n. 1401)
- Lorenzo de Monacis, storico e diplomatico italiano (n. 1351)
- Paolo da Venezia, filosofo, teologo e umanista italiano
- Dirc Potter, poeta olandese (n. 1370)
- Secco da Montagnana, condottiero italiano
- Angelo della Pergola, militare italiano
- Isabella di Foix-Castelbon, nobile